# Jossei Toda

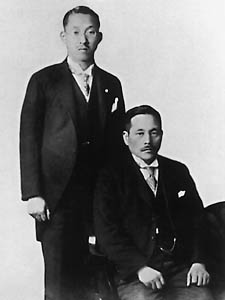
Jossei Toda e seu mestre Tsunessaburo Makiguti.

Jossei Toda (戸田 城聖) (11 de Fevereiro de 1900 – 2 de Abril de 1958) foi um educador, pacifista e segundo presidente da Soka Gakkai entre 1951 e 1958.

## Primeiros anos de vida (1900-1920)
Nasceu em 11 de fevereiro de 1900 na Província de Ishikawa, Japão, e era o filho mais novo de uma família numerosa. Seu pai, Jinshiti, estava com 44 anos e sua mãe, Sue, com 39. Durante a infância chamava-se Jin-iti, depois mudou seu nome para Jogai e mais tarde para Jossei.
Quando Toda tinha dois anos, sua família viu-se obrigada a abandonar o comércio marítimo e a buscar uma nova vida na vila pesqueira de Atsuta, em Hokkaido, crescendo numa casa simples de madeira.
Aos oito anos, perdeu o irmão mais velho e essa experiência marcou-o profundamente. Ainda criança, a questão da vida e da morte começou a preocupá-lo.
O menino esguio e magro possuía uma inteligência e percepção aguçadas. Demonstrava grande inclinação para os estudos e era particularmente hábil em álgebra.
Em 1914, concluiu com honra o curso na Escola Atsuta, porém devido às dificuldades financeiras foi obrigado a interromper os estudos e a trabalhar para ajudar no sustento da família.
Toda adorava ler, mas não tinha dinheiro para comprar livros. Por essa razão, quando visitava um de seus professores, ficava admirando as estantes cheias de livros sobre literatura e filosofia. Observando o grande interesse do jovem, o professor perguntou-lhe por que não tentava ler todos, dizendo que os emprestaria um de cada vez, até que as estantes ficassem completamente vazias. Assim, todos os dias o jovem lia avidamente os livros. Mais tarde, já adulto, Toda retribuiu a esse professor doando livros para as escolas de Atsuta.
Aos quinze anos, começou a trabalhar em uma companhia de vendas de roupas, papelaria e miudezas por atacado e, com muita dificuldade conseguiu estudar. Dois anos depois, apesar de não possuir curso superior, passou nos exames que lhe davam crédito para professor assistente primário. Aos dezoito anos, iniciou formalmente sua carreira na Escola de Ensino Fundamental de Mayati, na desolada região de minas de carvão de Yubari.

## A maioridade (1920-1945)
A vila em que Toda vivia tornou-se pequena demais para abarcar seus sonhos e esperanças. Assim, aos dezenove anos ele se despede de seus pais e parte para Tóquio. Na capital, encontra um educador de idéias admiráveis e começa a trabalhar com ele. Essa pessoa era Tsunessaburo Makiguti, a quem Toda adotou como seu mestre.
Em 1923 Jossei Toda inicia o curso Jishu Gakkan (curso suplementar dos níveis fundamental e médio) no bairro de Meguro, Tóquio.
Mais tarde, em junho de 1928, Toda e Makiguti foram apresentados ao budismo de Nitiren Daishonin pelo diretor da Escola Comercial Mejiro. Ao se aprofundarem no estudo e na pesquisa do budismo, encontraram nele a expressão última da filosofia humanista de valor por eles defendida.
Em 18 de novembro de 1930, Toda e Makiguti publicaram o primeiro volume de Sistema Pedagógico de Criação de Valor (Soka kyoikugaku taikei em japonês). Posteriormente, essa data foi estabelecida como a fundação da Soka Kyoiku Gakkai (literalmente Sociedade Educacional de Criação de Valores), uma sociedade leiga voltada para o exercício do aprimoramento humano, predecessora da Soka Gakkai.
Em 1937 a organização atinge a meta de 500 famílias associadas. Makiguti é nomeado presidente e Toda, diretor-geral.
Com o início da Segunda Guerra Mundial e a entrada do Japão nesse conflito, todos os cidadãos foram obrigados a abraçar o xintoísmo que doutrinava o povo a devotar a vida ao Imperador. Makiguti e Toda, como principais líderes da Soka Kyoiku Gakkai, começaram a sofrer crescente pressão do Estado xintoísta e, em 6 de julho de 1943, foram presos e encaminhados para o Centro de Detenção de Sugamo acusados de violação às leis de Preservação da Paz e de Segurança Nacional, por sustentarem posições consideradas intransigentes, defendendo o antimilitarismo e, sobretudo, a liberdade religiosa.
Em decorrência da idade avançada e da desnutrição, Makiguti faleceu na prisão aos 73 anos, em 18 de novembro de 1944.

## Os anos de pós guerra (1945-1951)
Extremamente doente, Toda foi libertado em 3 de julho de 1945, um mês antes do cessar-fogo. Tóquio era uma ruína fumegante e os membros da antiga Soka Kyoiku Gakkai estavam dispersos. A reconstrução seria uma tarefa solitária e difícil, mas ele não se deixou abalar. Na ocasião, mudou seu nome para Jossei, que significa “um sábio do castelo”, nome esse que refletia a convicção de alguém que havia despertado para o propósito da vida.
O nome Soka Kyoiku Gakkai foi mudado para Soka Gakkai (Sociedade de Criação de Valores) refletindo a determinação de Toda de que a nova organização deveria transcender os objetivos puramente educacionais, engajando-se de forma mais ativa no campo da cultura e tendo como objetivo básico a promoção da paz mundial.
Como primeiro passo para a reorganização da Soka Gakkai, Jossei Toda estabeleceu uma editora chamada Nihon Shogakkan num prédio adquirido em Nishi Kanda, um bairro de Tóquio.
No ano de 1947, Jossei Toda conhece Daisaku Ikeda, um jovem de dezenove anos que buscava um sentido para a vida. Adotando Toda como seu mestre, Ikeda abraça seus ideais e se torna seu discípulo imediato.
O período de um ano e meio desde outono de 1949 foi a época mais árdua em que os negócios de Toda foram à falência devido à crise econômica do pós-guerra. Por causa do atraso no pagamento dos salários, os funcionários se demitiram guardando rancores.
Em 1949 promove o lançamento da revista Daibyakurengue (Grande Flor de Lótus Branca) e em 20 de abril de 1951 lança o Seikyo Shimbun, jornal que atualmente tem circulação diária no Japão.

## Segundo Presidente da Soka Gakkai (1951-1958)
Em 3 de maio de 1951, Toda torna-se o segundo presidente da Soka Gakkai, edifica organizações, realiza palestras por todas as partes do Japão, orienta os membros sobre diversos assuntos e faz visitas às famílias.
Em 28 de abril de 1952, auxiliado por Ikeda, Toda publica o Gosho Zenshu (Coletânea dos Escritos de Nitiren Daishonin). E no mesmo ano, em 27 de agosto, a Soka Gakkai é reconhecida oficialmente pelo governo japonês como uma organização religiosa.
Em 1957, devido aos esforços do presidente Toda de reconstruir a organização, o número de associados ultrapassou 765 mil famílias. Nesse ano foi realizado um evento esportivo, onde Toda proferiu sua “Declaração pela Abolição das Armas Nucleares”, deixando nas mãos dos jovens toda a responsabilidade pela sua abolição.
Em 16 de março de 1958, Jossei Toda liderou pela última vez uma atividade e em 2 de abril daquele ano, às 18h30, Jossei Toda faleceu, aos 58 anos de idade. 